# Solgne
Solgne é uma comuna francesa na região administrativa de Grande Leste, no departamento de Mosela. Estende-se por uma área de 7,29 km². Em 2010 a comuna tinha 1 175 habitantes (densidade: 161,2 hab./km²).